# Vol Mexicana 940
Le 31 mars 1986, le vol Mexicana 940, assuré par un Boeing 727 de la compagnie mexicaine Mexicana et effectuant un vol international régulier entre Mexico, au Mexique, et Los Angeles, aux États-Unis, avec plusieurs escales prévues à Puerto Vallarta et Mazatlán, s'est écrasé sur une montagne dans la Sierra Madre occidentale, au nord-ouest de Mexico, tuant sur le coup les 167 passagers et membres d'équipage à bord. Il s'agit de la catastrophe aérienne la plus meurtrière jamais survenue sur le sol mexicain, ainsi que du pire crash aérien impliquant un Boeing 727.
Une enquête a été ouverte par le gouvernement mexicain (en), avec l'aide du Conseil national de la sécurité des transports américain (NTSB). L'enquête a conclu que l'accident a été causé par l'explosion d'un pneu survenue dans le logement de la roue du train d'atterrissage principal gauche. Le pneu a surchauffé pendant le décollage, subissant une forte traînée au sol en raison de freins défectueux. Un incendie s'est ensuite déclaré lorsque l'explosion a enflammé le carburant et le liquide hydraulique, provoquant une propagation rapide du feu. L'avion a finalement subi une défaillance structurelle en vol, en raison de la violence de l'incendie, et s'est écrasé sur le flanc de la montagne.

## Avion et équipage
L'aéronef impliqué dans l'accident est un Boeing 727–264 immatriculé XA-MEM (numéro de série 22414/1748). Construit en 1981, il devait initialement être livré à Braniff International Airways avant d'être finalement envoyé à Mexicana, qui l'a également baptisé « Veracruz ». Cet avion de ligne court/moyen-courrier totalise 13 675 heures de vol et 10 252 cycles (décollage/atterrissage) au moment de l'accident. La dernière grande inspection de maintenance avait été effectuée l'année dernière ; les trois moteurs, de type Pratt & Whitney JT8D-17R, étaient alors en bon état.
Le commandant de bord est Carlos Alberto Guadarrama Sixtos (35 ans), qui a rejoint Mexicana en décembre 1971 et totalise 6 328 heures de vol. Le copilote, Philip Louis Piaget Rhorer (34 ans), embauché par la compagnie aérienne en avril 1980, compte un peu plus de 1 769 heures de vol. Le second officier, Ángel Carlos Peñasco Espinoza, embauché en 1982, totalise 1 142 heures de vol. L'équipage comprenait également cinq membres du personnel navigant commercial (PNC).

## Passagers
Le vol 940 transportait 167 personnes à son bord. Parmi eux, 139 passagers et 8 membres d'équipage étaient des ressortissants mexicains. Le journal espagnol El País a rapporté qu'il y avait au moins 20 passagers étrangers à bord, dont huit originaires de France, six des États-Unis, quatre de Suède et deux du Canada. Selon UPI, il y avait également 22 enfants à bord de l'avion.
| Nationalité | Passagers | Équipage | Total |
| ----------- | --------- | -------- | ----- |
| Mexique     | 139       | 8        | 147   |
| France      | 8         | 0        | 8     |
| États-Unis  | 6         | 0        | 6     |
| Suède       | 4         | 0        | 4     |
| Canada      | 2         | 0        | 2     |
| Total       | 159       | 8        | 167   |

L'épouse du commandant de bord, Graciela Flores, alors hôtesse de l'air à la retraite, ainsi que leur fils et leur fille figuraient parmi les 159 passagers à bord. Ils avaient prévu de traverser les États-Unis une fois à leur arrivée. Elle avait notamment survécu au crash du vol Mexicana de Aviación 801 (en), survenu en 1969. Parmi les passagers se trouvait également Guillermo Sánchez, cousin de l'ancien footballeur mexicain Hugo Sánchez. Le directeur artistique mexicain Agustín Ituarte, qui participait au tournage de Predator, était également à bord. Le joueur américain de tennis Derrick Rostagno avait pris un billet pour ce vol, mais il est finalement resté à Mexico pour jouer un tournoi de tennis supplémentaire.

## Déroulement des faits
L'avion venait de rentrer de Chicago à 7 h 12, sous le numéro de vol MX185. Ce vol s'est déroulé sans incident ; toutefois, l'équipage a exprimé des inquiétudes concernant certains composants de l'appareil. Parmi ceux-ci figuraient une tige manquante sur le système de freinage, des différences au niveau de l'altitude affichée dans le cockpit, ainsi que de fortes secousses et deux autres problèmes techniques. Ils ont finalement été corrigés par le personnel de maintenance à Mexico, et l'avion a pu être remis en service.
Le vol 940 devait décoller de l'aéroport international de Mexico et se rendre à l'aéroport international de Los Angeles, avec des escales prévues à Puerto Vallarta et Mazatlán. Avec ses 159 passagers et 8 membres d'équipage, le 727 a roulé sur la piste 05L. Vers 8 h 50, heure locale, il a commencé sa course au décollage. Cependant, pendant le roulage sur la piste, l'équipage a senti que l'avion était plus lourd que d'habitude et qu'il ne prenait pas autant de vitesse que prévu. S'en rendant compte, le commandant Guadarrama a ordonné au copilote Piaget d'augmenter la poussée et, en conséquence, la manette des gaz a été avancée à 100 % ; l'avion a finalement décollé environ 11 secondes plus tard que prévu. 
À 9 h 05, soit 15 minutes après le décollage, le vol 940 était en montée, à une altitude de 29 400 pieds (environ 9 000 m), lorsqu'une explosion a secoué la cellule de l'avion. L'explosion a été suffisamment puissante pour briser le plancher de la cabine, provoquant une dépressurisation et la chute des masques à oxygène. Plusieurs alarmes, dont celle indiquant une dépressurisation, se sont déclenchées dans le cockpit. Face à cet avertissement, les pilotes ont décidé de réduire leur altitude et ont commencé à suivre la procédure à effectuer dans ces circonstances. L'équipage a demandé au contrôle aérien (ATC) une altitude plus basse tout en tentant de comprendre la situation.
Alors qu'ils cherchaient à comprendre cette situation d'urgence, un des agents de bord est arrivé dans le poste de pilotage et a signalé un incendie dans la cabine, qui provenait de sous le plancher de la cabine. De la fumée a été vue pénétrer dans la cabine, et la température à l'intérieur de l'avion, en particulier à l'arrière de la cabine, est devenue élevée à mesure que le feu se propage à bord. Les passagers assis à l'arrière ont été déplacés vers l'avant pour éviter les flammes et la fumée. L'équipage a contacté l'ATC et a demandé un atterrissage d'urgence à Mexico, qui a finalement été approuvé. Alors que l'équipage tentait de se dérouter vers Mexico, l'avion est devenu plus difficile à maîtriser. L'incendie avait alors pris une telle ampleur que de la fumée était visible de l'extérieur, s'échappant de l'empennage du 727.
L'équipage a signalé qu'il continuait à perdre rapidement de l'altitude. Pendant ce temps, la chaleur intense de l'incendie a fini par faire fondre une grande partie de l'arrière du fuselage. L'intégrité structurelle de l'avion a commencé à se dégrader, en raison de l'intensité du feu, et une épaisse fumée s'est répandue dans la cabine. Les flammes ont ensuite réussi à pénétrer dans la cabine, poussant les passagers paniqués à se précipiter vers l'avant de l'appareil. L'incendie a ensuite gravement endommagé les câbles de commande de vol, rendant l'avion plus difficile à contrôler. 

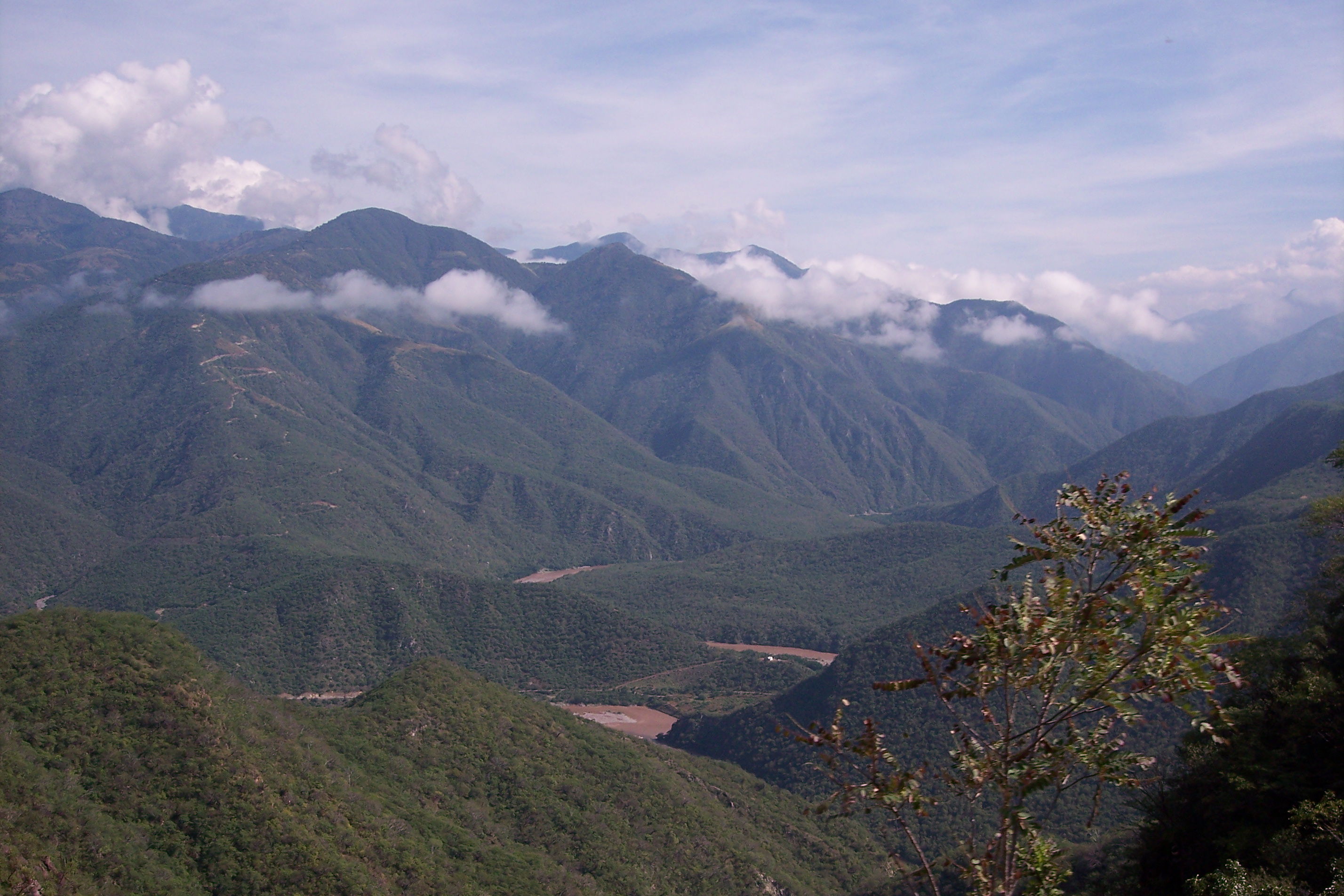
La Sierra Madre occidentale, la chaîne de montagnes où le vol 940 s'est écrasé.

Alors que le feu se propageait de manière incontrôlable, la partie arrière de l'avion, y compris les trois moteurs, a fini par se détacher en vol. L'avion s'est alors disloqué en deux tronçons et a immédiatement piqué du nez. La partie arrière s'est écrasée sur le flanc d'une colline, tandis que la partie avant s'est écrasé dans un ravin. Les restes du vol 940 sont majoritairement tombés sur El Carbón, une montagne située près de la ville de Maravatío (en), dans l'État de Michoacán. Les 167 passagers et membres d'équipage ont tous été tués sur le coup.

## Enquête
La compagnie aérienne, Mexicana, a mis en place une commission spéciale pour enquêter sur l'accident. L'avion étant de fabrication américaine, des représentants du Conseil national de la sécurité des transports (NTSB), de la Federal Aviation Administration (FAA), de Boeing et de Pratt & Whitney ont été envoyés au Mexique pour participer à l'enquête. Le relevé des données de l'enregistreur phonique (CVR) et de l'enregistreur de paramètres (FDR) a été effectué à Mexico.
Immédiatement après l'accident, une décompression ayant entraîné une rupture structurelle a été suspectée comme étant la cause principale du crash. Ceci a été démontré par la répartition des débris de l'avion, qui étaient dispersés sur un vaste périmètre. Le train d'atterrissage principal gauche et plusieurs pièces de l'avion ont été retrouvés à au moins 32 km de l'épave principale. Les deux emplacements du site de l'accident ont également indiqué que l'avion avait subi une rupture structurelle en plein vol, probablement due à la décompression. Les enregistrements de l'ATC ont également confirmé cette théorie, l'équipage ayant demandé une altitude plus basse après une dépressurisation.
L'enquête a d'abord envisagé toutes les causes possibles de la dépressurisation, y compris le sabotage et une défaillance au niveau de la maintenance. Les soupçons ont d'abord plutôt porté sur un sabotage, car deux groupes terroristes au Moyen-Orient ont revendiqué la responsabilité de cet accident, ainsi que celle de l'attentat du vol TWA 840 (en). Une lettre anonyme, signée par ces deux groupes, affirmait qu'un attentat-suicide avait détruit l'avion en représailles contre les États-Unis. Cette hypothèse a finalement été rejetée.

### Cause de l'accident
La cause la plus plausible de la désintégration de l'avion en plein vol était un incendie de grande ampleur survenu à bord. Cette théorie a été corroborée par de multiples découvertes sur l'épave et sur le site du crash. Plusieurs éléments du fuselage présentaient des signes de fusion sous l'effet d'une chaleur intense. Des fils d'aluminium fondu ont été retrouvé en abondance sur l'épave. On a également découvert des projections métalliques, indiquant une marque de brûlure causée par le contact de l'aluminium fondu avec la partie extérieure du fuselage, qui est alors très froide lorsque l'avion est en vol. 
La théorie d'un incendie à bord a également été corroborée par de nombreux témoins au sol, qui ont affirmé que l'avion était en feu peu avant le crash. De la fumée s'échappait également de l'empennage et des pièces de l'appareil en feu sont tombés au sol. L'enregistrement du CVR a confirmé cette hypothèse, puisqu'on a entendu l'un des membres de l'équipage en cabine déclarer qu'un incendie s'était déclaré dans la cabine.
Apparemment, l'incendie n'a pas pu être maîtrisé et s'est déclaré dans l'espace entre la surface extérieure de l'avion et le plancher de la cabine. En raison de la vitesse de l'avion au moment de l'explosion, le feu s'est rapidement propagé. Cet espace exigu où l'incendie a débuter a fini par provoquer un courant d'air, attisant encore davantage les flammes. Les différents témoignages, qui ont observé des traînées de fumée provenant de l'empennage, ont confirmé que cet effet de courant d'air se produisait pendant les dernières minutes du vol. La zone située derrière la cloison de pressurisation arrière a favorisé un écoulement d'air plus important vers le stabilisateur vertical et vers l'extérieur, via des tuyaux situés à l'arrière.
Situé dans une zone difficile d'accès et soumis à un tirage thermique, l'incendie s'est propagé à une vitesse incroyablement rapide. L'explosion initiale a endommagé les conduites de liquide hydraulique et les conduites de carburant de l'avion, qui sont tout deux très inflammables. Le feu a bruler les deux liquides et s'est aggravé, atteignant une température dépassant 1 600 °C. L'incendie a été si intense qu'il a fait fondre 40 m2 de la cellule en seulement quatre minutes. La partie fondue du fuselage, située en grande partie à l'arrière, a ensuite provoqué la défaillance de l'ensemble de la structure et la séparation complète de la queue de l'avion.
Les conclusions de l'enquête ont indiqué que l'incendie avait probablement pris naissance sous la cabine passagers, plus précisément dans le logement du train d'atterrissage, une zone difficile d'accès, ce qui pourrait expliquer la propagation rapide du feu. L'explosion initiale a été suffisamment puissante pour endommager le plancher de la cabine. La cabine étant alors pressurisée, la formation du trou a provoqué une dépressurisation. À la suite de l'explosion, des flammes ont commencé à jaillir et de la fumée a immédiatement pénétré dans la cabine via la partie endommagée du plancher de la cabine.

### Cause de l'incendie
Les enquêteurs ont estimé que l'incendie provenait probablement du logement du train principal gauche, comme l'indique la répartition des débris et les constatations faites lors de l'inspection visuelle des composants de l'avion récupérés au sol. Des parties du train d'atterrissage gauche et la porte du logement du train ont été retrouvées à plusieurs kilomètres du lieu du crash, confirmant l'hypothèse d'une explosion provenant dans cette zone de l'avion.
L'explosion elle-même a probablement été causée par une surchauffe du train d'atterrissage gauche. Ce dernier a apparemment subi d'importantes forces de traînée pendant le décollage, ce qui a entraîné une augmentation spectaculaire de la température. Ceci a été confirmé par l'enregistrement du CVR, où l'on entend le commandant Guadarrama dire que l'avion semble plus lourd et que le décollage prend plus de temps que d'habitude. De nombreux tests effectués sur les freins de l'avion ont révélé des défauts sur le frein no 1, ce qui a entraîné un frottement au niveau du train d'atterrissage gauche pendant le décollage.
Un examen plus approfondi du système de freinage a révélé qu'à un moment donné, le pneu a surchauffé, atteignant plus de 871 °C, une température que les métaux et autres composants de la roue ne pouvaient supporter. Cette surchauffe a provoqué le détachement de plusieurs éléments du pneu, notamment les garnitures, également appelées « sabots ». Ces pièces ont fini par se coller au disque mobile du système de freinage, générant alors une forte traînée. Plusieurs de ces garnitures détachées sont également tombées entre les disques, aggravant davantage les forces de traînée.
Peu après le décollage, le train d'atterrissage surchauffé a été rentré. Par la suite, la porte du logement du train a refermé le passage de roue. Comme il n'y a presque pas de circulation d'air dans le passage de roue, la température a continué d'augmenter, l'air chaud libéré par le pneu ne pouvant être évacué de l'avion à un rythme suffisant. La chaleur a alors dépassé le point de fusion du métal et a fini par entrer en contact avec l'air sous pression à l'intérieur du passage de roue, provoquant une augmentation de la pression à l'intérieur. Le pneu ayant été rempli avec de l'oxygène, un gaz inflammable et plus sensible à la pression, au lieu d'azote, qui est un gaz inerte, il s'est alors auto-enflammé. Avec la pression toujours croissante à l'intérieur du passage de roue et l'absence de ventilation pour la réduire, le pneu a atteint un point où il n'a plus été capable de supporter la pression et a éclaté. Combiné à l'oxygène qui avait rempli le pneu, l'inflammation a provoqué une puissante explosion dans le passage de roue.
L'explosion a ensuite endommagé deux conduites d'alimentation en carburant, situées directement au-dessus du passage de roue. Par la suite, le carburant s'est déversé sans interruption, car les conduites provenaient d'un réservoir sous haute pression. Au contact des matériaux surchauffés dans le passage de roue, le carburant a immédiatement pris feu. Les conduites hydrauliques, également inflammables, sont également entrées en contact avec ces matériaux, alimentant le feu et provoquant une propagation plus importante de l'incendie.

### Conclusion
Les autorités mexicaines ont conclu que la cause principale de l'accident du vol 940 est une défaillance du système de freinage de l'avion, générant des températures très élevées qui, transmises à la roue et à l'air présent dans les pneus, ont provoqué l'explosion du pneu no 1, ce qui a briser la conduite de carburant qui alimente le moteur no 1 et les conduites hydrauliques, provoquant un violent incendie qui a détruit la partie inférieure arrière du fuselage, fragilisant la partie inférieure de la structure, provoquant le détachement de la queue de l'avion et par conséquent la perte totale de contrôle de l'avion

## Conséquences
Les autorités mexicaines ont émis 7 recommandations, notamment l'installation d'un système de détection de température dans le passage de roue, l'ajout d'un système de ventilation dans le passage de roue et l'utilisation obligatoire d'azote pour le gonflage des pneus.
Environ un an après l'accident, la FAA a publié une consigne de navigabilité exigeant l'utilisation d'azote (ou d'autres gaz inertes) pour le gonflage des pneus sur la plupart des avions de ligne. 